# 札幌市民ホール
札幌市民ホール（さっぽろしみんホール）は、札幌市中央区にある文化施設。ネーミングライツ（命名権）を導入しており、愛称が「カナモトホール」になっている。この項目では、かつて同所にあった札幌市民会館（さっぽろしみんかいかん）についても記載している。

## 概要
2007年（平成19年）に閉館した札幌市民会館の代替施設として当初は暫定的な位置づけとして2008年（平成20年）に建設した。2013年（平成25年）策定の「（仮称）市民交流複合施設整備基本計画」によって札幌市民ホールを札幌市民会館の後継施設として、老朽化している「さっぽろ芸術文化の館」（ニトリ文化ホール）の後継施設として「札幌市民交流プラザ」（札幌文化芸術劇場）と位置づけたが、札幌市は隣にあるNHK札幌放送局の北1条西9丁目1-5移転後に一体利用できる大通西1丁目街区の再開発を検討している。

## 沿革
かつて同所には「豊平館」があり、1926年（昭和2年）に豊平館北側に増築する形で市民会館の前身となる「札幌市公会堂」が建てられた。なお、名称については1948年（昭和23年）に「札幌市中央公民館」、1949年（昭和24年）に「札幌市民会館」と改称している。施設の狭隘化・老朽化が問題になると1956年（昭和31年）に改築構想が持ち上がり、1958年（昭和33年）に豊平館を中島公園に移築し、旧市民会館跡地に新しい市民会館を建設した。大ホールの音響効果に定評のある市民会館であったが、施設の老朽化に加えて耐震強度不足が判明したため、2007年（平成19年）3月末での閉館とその後の施設解体が決まった。当初の建て替え計画は10年後をめどに建設するとしており、市民の文化芸術活動が停滞する恐れが懸念されたため、跡地に暫定的なホールを建設することにした。また、恒久的な後継施設を民間機能と合わせて北1西1街区で建設する方針を固めた。札幌市民会館は2007年（平成19年）1月末で使用停止となって3月末で閉館し、6月から解体作業が始まった。
代替施設について札幌市は短期間かつ低廉に施設確保することを重視したためリース方式によって建設し、大和リースと賃貸借の契約を締結した。2008年（平成20年）に開館した「札幌市民ホール」は、緞帳などの舞台照明や一部備品を札幌市民会館から引き続き使用している。なお、リース期間は2014年度末で終了しており、2015年度から札幌市に施設を無償譲渡している。また、旅行会社のわくわくホリデー（太陽グループ系列）がネーミングライツ（命名権）を取得して2015年度から愛称が「わくわくホリデーホール」になった。2018年（平成30年）11月14日から1ヶ月間にわたり来年度以降5年間のネーミングライツ協賛企業を募集し3社から応募があった結果、2千万円（税込）で提案したカナモトを優先交渉権者に決定。18年度中に愛称名を公表した結果、2019年（平成31年）2月24日に「カナモトホール」の愛称が決定し、4月1日から新愛称での運営が開始された。

## 施設
- 大ホール
  - 舞台
- 楽屋4室（分割使用の場合6室）
- 会議室5室（分割使用の場合6室）
- スタッフルーム
- 主催者事務室
- 主催者控室
- 事務室
- ホワイエ
- コンビニエンスストア（ローソン）

## アクセス
札幌市役所に隣接しており、向かいにはさっぽろテレビ塔がある。
- 札幌市営地下鉄大通駅31番出口正面
- 北海道旅客鉄道（JR北海道）札幌駅から徒歩約15分